# Alf Wollebæk
Alf Wollebæk, född 8 januari 1879 i Lier, död 9 mars 1960 i Oslo, var en norsk zoolog och fiskeriexpert. 
Wollebæk blev student 1898 och anställdes samma år som assistent vid fiskeriundersökningarna, varefter han 1908 som konservator knöts till Kristiania universitets zoologiska museum, för vilket han 1923–49 var konstituerad som föreståndare. Han deltog i olika undersökningsfärder med syfte att studera fiskeriförhållandena i Skagerrak, Östersjön och Norra ishavet, men bedrev i övrigt studier över bland annat ostron och räkor. Åren 1926–58 var han ordförande för den norska delegationen i den norsk-ryska sälfångstkommissionen.
Av Wollebæks skrifter kan nämnas Meddelelser om Østersavlen (I–III, 1901–02), Ræker og Rækefisket (1903), Om Mørrums- og Ätraåernas laxfiske (1904). Ueber Biologie der Seehunde und die Seehundjagd im europaeischen Eismeer (1907) samt det stora, rent zoologiska, prisbelönta arbetet över de nordeuropeiska havsborstmaskarna (1912). Senare skrev han bland annat Norges krybdyr og padder (band. 3 i Robert Collett: Norges hvirveldyr, 1918), Norges pattedyr (1921, andra upplagan 1927), Norges fisker (1924), På tokt til Vestindia (1932) och De forheksede øer (1934).